# جيمس فريس
جيمس فريس (من مواليد 27 أكتوبر 1970) هو محامي أمريكي ومدير تنفيذي للصناعة المالية عمل في الفترة من 2007 إلى 2012 كمدير 6 لشبكة إنفاذ الجرائم المالية بوزارة الخزانة الأمريكية، حيث قام بتوسيع نطاق مكافحة لوائح غسيل الأموال واشتهرت بجهودها الرائدة في مكافحة الاحتيال وتنفيذ تحليل البيانات الحديثة. كان محامياً ومصرفاً مركزياً في بنك الاحتياطي الفيدرالي في نيويورك وبنك التسويات الدولية.
من عام 2014 إلى عام 2020 شغل منصب رئيس الامتثال للمجموعة في مجموعة البورصة الألمانية أكبر مزود في أوروبا للبنى التحتية للأسواق المالية ذات الأهمية النظامية. في يونيو 2020 انضم إلى وایرکارد، حيث يُنسب إليه الفضل في تقديم الأدلة على الفور والشروع في إجراءات لوقف أكبر عملية احتيال مالي في تاريخ ألمانيا الحديث، والمعروفة علنًا باسم فضيحة وایرکارد. منذ عام 2020 كان نشطًا مع شركات التكنولوجيا المالية والشركات الناشئة.